# 石川精二
石川 精二（いしかわ せいじ、1927年 <昭和2年> 9月18日 - 2012年 <平成24年> 11月21日）は、日本の政治家。富山県魚津市長。位階は従五位。旭日小綬章。

## 経歴
富山県出身。1945年（昭和20年）富山県立桜井農学校卒業。
魚津市役所に入り、財政課長、総務課長、企画広報室長、民生経済部長、1988年（昭和63年）収入役、同年助役を経て、1992年（平成4年）魚津市長に当選した。2004年（平成16年）まで務めた。2005年 春の叙勲で旭日小綬章を受章。2012年死去。死没日付をもって従五位に叙された。